# 斜轉方塊

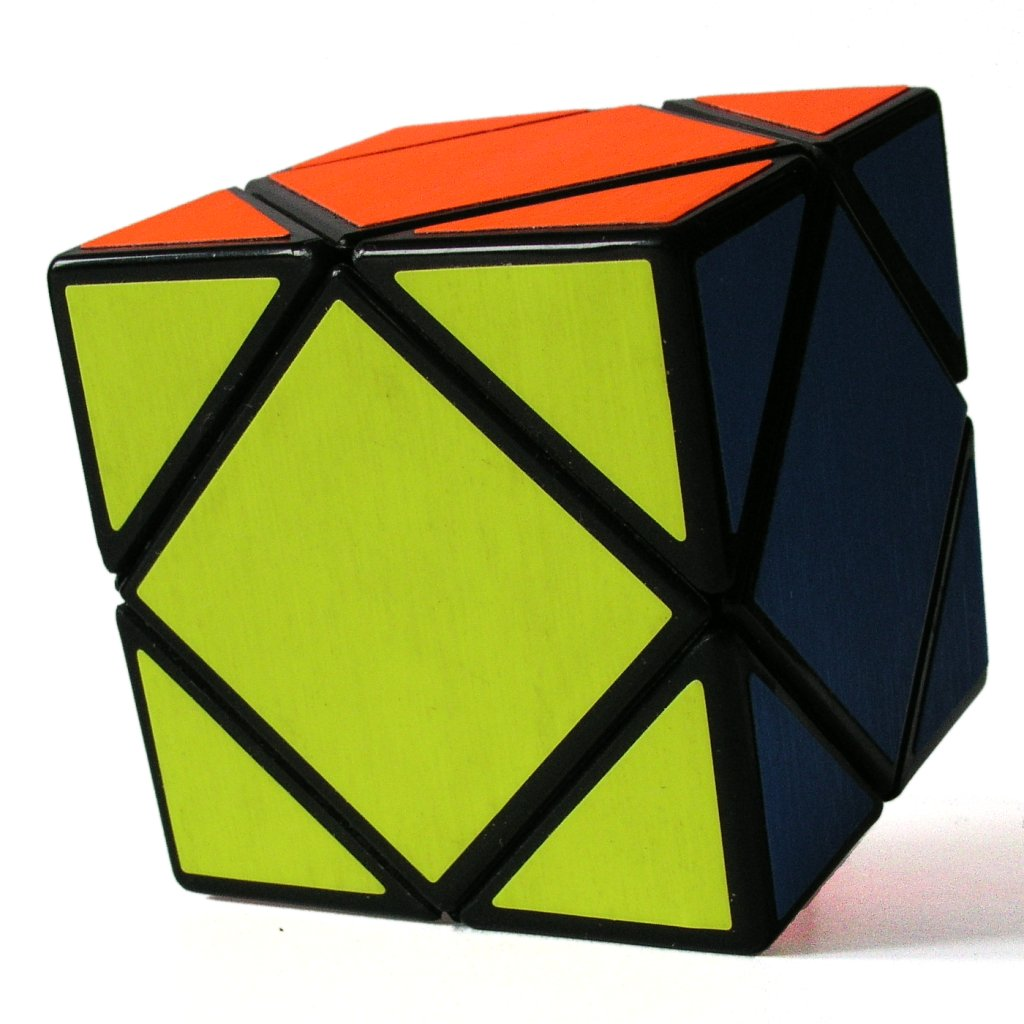
已完成的斜轉方塊

斜轉方塊是一種扭計骰風格的Combination puzzle。由托尼·達勒姆發明，由烏韋·梅弗特銷售。雖然它是一個立方體，它不同於扭計骰的架構，它的旋轉軸穿過立方體的每個角落，而不是每個面的中心。斜轉方塊一共有四個軸，每一個軸是一個立體對角線。因此，每個動作都會影響所有六個面。
梅弗特原本稱這個玩具作「金字塔立方」，強調這是金字塔扭計骰系列的一部分。
他也發明了高階斜轉方塊，例如大師斜方和優秀斜方。 

## 外部連結
- 比吉特·尼采的斜轉方塊網頁 （页面存档备份，存于）
- 夏侯的斜轉方塊網頁 （页面存档备份，存于）
- 線上斜轉方塊
- 麥克·Tryczak的斜轉方塊速解頁+互動式斜轉方塊教學 （页面存档备份，存于）